# Quitzöbler Dünengebiet
Quitzöbler Dünengebiet este o arie protejată (arie specială de conservare — SAC, sit de importanță comunitară — SCI) din Germania întinsă pe o suprafață de 142,07 ha, integral pe uscat.

## Localizare
Centrul sitului Quitzöbler Dünengebiet este situat la coordonatele 52°53′18″N 12°00′17″E / 52.8883°N 12.0047°E.

## Înființare
Situl Quitzöbler Dünengebiet a fost declarat sit de importanță comunitară în septembrie 2000.

## Biodiversitate
Situată în ecoregiunea continentală, aria protejată conține 4 habitate naturale: Vegetație psamofilă uscată cu Calluna și Genista, Vegetație psamofilă uscată cu pășuni deschise de Corynephorus și Agrostis, Pajiști calcaroase din nisipuri xerice, Păduri acidofile de stejar bătrân cu Quercus robur pe câmpii nisipoase.
La baza desemnării sitului se află o specie protejată de  amfibieni: buhai de baltă cu burta roșie (Bombina bombina).